# Дождевая тень

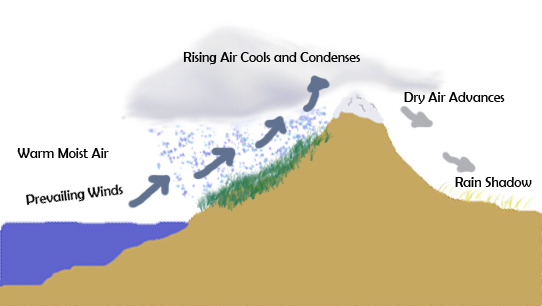
Пример дождевой тени

Дождева́я тень — регион с относительно низким количеством атмосферных осадков по сравнению с окружающей местностью, находящийся на подветренной стороне горного хребта или другого географического объекта, который задерживает продвижение дождевых облаков, как бы отбрасывая «сухую тень».
Дождевая тень является тёплым и сухим регионом, поскольку в процессе подъёма к горным вершинам влажные воздушные массы остывают и достигают точки росы — состояния, когда водяной пар конденсируется в дождь, который выпадает на наветренной стороне или на вершине горы. Такой процесс, называемый орографическим поднятием, приводит к появлению аридных регионов с подветренной стороны горных систем. Фён также впитывает влагу из уже сухой земли.

## Регионы с крупными дождевыми тенями

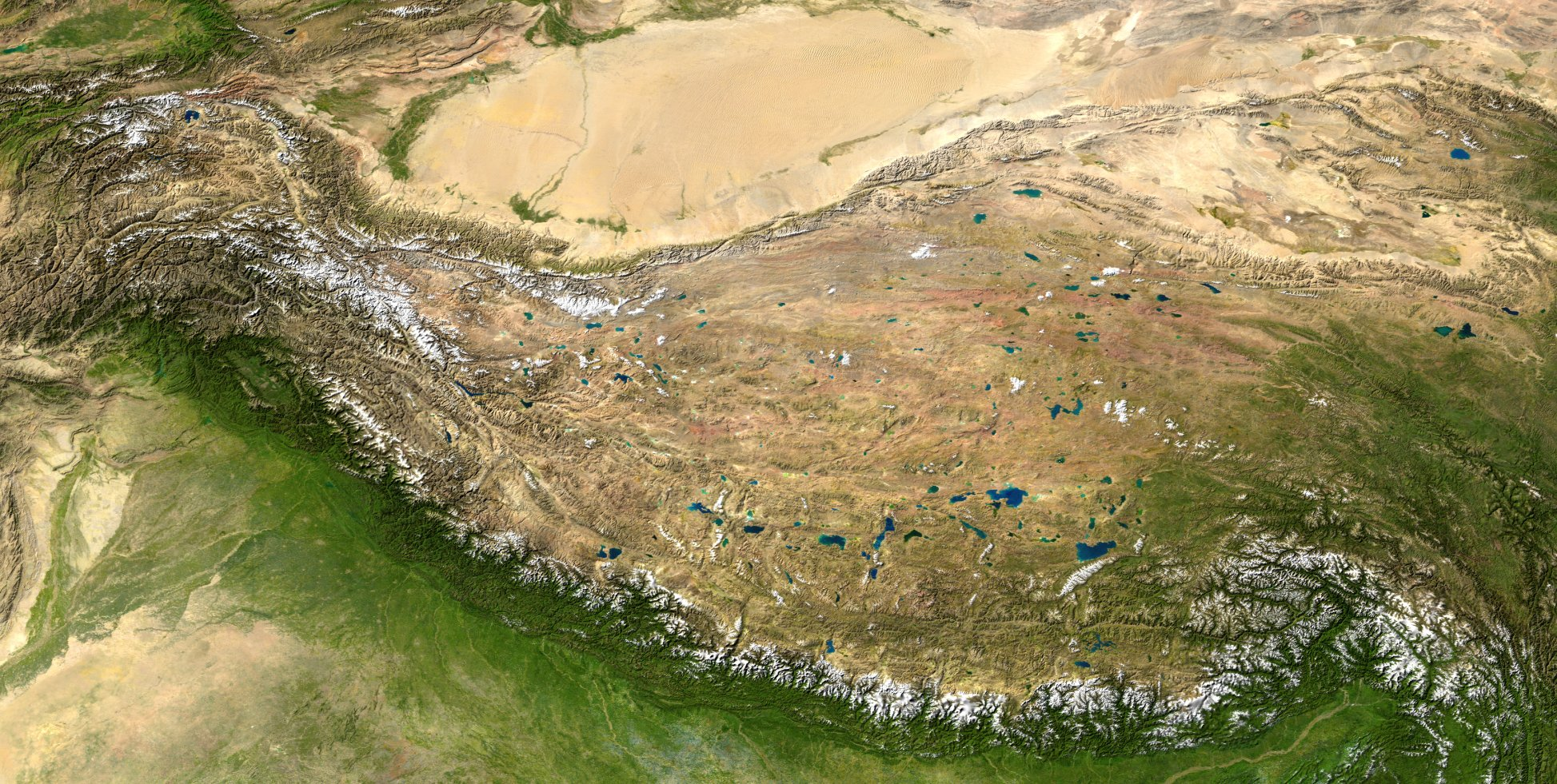
Тибетское плато — яркий пример дождевой тени: очень малая часть влаги преодолевает Гималайские горы.

В экваториальных районах Земли (между 30° N и 30° S) существуют господствующие ветра, пассаты, дующие в основном с северо-востока в Северном полушарии и с юго-востока в Южном. В средних широтах (между 30° и 60°) дует западный ветер, особенно сильный в Ревущих сороковых между 40 и 50° широты.

### Азия
- Восточная сторона хребтов Западных Гат на Деканском плато, включая: Северную Карнатаку и Солапур, Бид, Османабад, плато Видарбха, восточная сторона Кералы и западный Тамилнад в Индии.
- Гилгит и Читрал, Пакистан, являются областями дождевой тени.

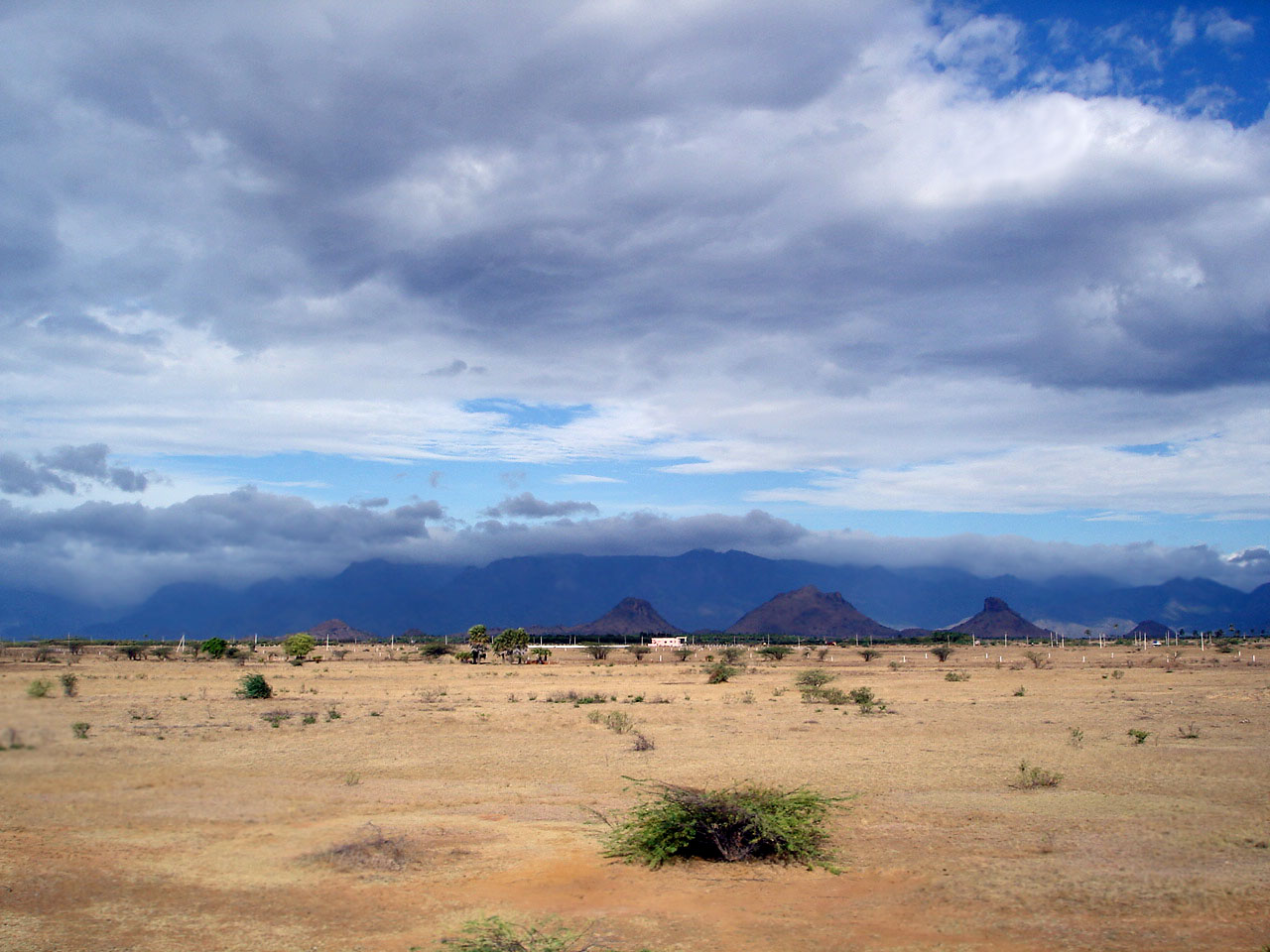
Холмы Агастьямалай отрезают Тирунелвели (Индия) от муссонов, создавая область дождевых теней

- Гиндукуш и Памир создают дождевую тень в пустынях Каракумы и Кызылкум к востоку от Каспийского моря, а также полузасушливую казахскую степь.
- Пустыня Деште-Лут в Иране — дождевая тень горных систем Эльбурс и Загрос и является одним из самых безжизненных мест на Земле.
- Гималаи и соединительные хребты также способствуют засушливым условиям в Центральной Азии включая монгольскую пустыню Гоби, а также полузасушливые степи Монголии и северо-центральные и северо-западные районы Китая.
- Пустыня Ордос покрыта дождевой тенью горных цепей, включая Кара-Нарын-Улу, Шейтенулу и горы Иншань, которые соединяются с южной оконечностью Великих Хинганских гор.
- Пустыня Тар ограничена и является областью дождевой тени хребтами Аравали на юго-востоке, Гималаями на северо-востоке и хребтами Киртар и Сулейман на западе.
- Центральный регион Мьянмы находится в дождевой тени Ракхайнских гор и является почти полузасушливым с количеством осадков всего 750 миллиметров (30 дюймов) против 5,5 метров (220 дюймов) на побережье штата Ракхайн.
- На равнине Токио, Япония («равнина Канто») в зимние месяцы выпадает значительно меньше осадков, чем на остальной территории страны из-за окружающих горных хребтов, включая «Японские Альпы», которые блокируют преобладающие северо-западные ветры, берущие свое начало в Сибири.
- Верхоянский хребет в Восточной Сибири является самым холодным местом в Северном полушарии, потому что влажные юго-восточные ветры с Тихого океана теряют свою влагу над прибрежными горами задолго до того, как достигают долины реки Лены, из-за интенсивного Сибирского максимума формирующегося вокруг очень холодного континентального воздуха в течение зимы. Один из эффектов в Республике Саха (Якутия) заключается в том, что в Якутске, Верхоянске и Оймяконе, средняя температура в самый холодный месяц ниже −38 °C (−36 °F). Этот регион является синонимом экстремального холода.
- Полузасушливое Анатолийское плато покрыто дождевой тенью горных цепей, включая Понтийские горы на севере и Таврские горы на юге.
- Высокие вершины Ливанской горы образуют область с дождевой тенью в северной части долины Бекаа и Антиливанские горы.
- Иудейская пустыня, Мёртвое море и западные склоны Моавских гор на противоположной (Иорданской) стороне покрыты дождевой тенью Иудейских гор.

### Южная Америка
- Пустыня Атакама в Чили является самой сухой областью планеты из-за того, что «заперта» с двух сторон — Андами с востока и высоким давлением со стороны Тихого океана с запада.
- Куйо и Восточная Патагония — это засушливые области дождевой тени с преобладающими западными ветрами и ограниченные хребтом Анд. Засушливость земель рядом с восточным предгорьем Анд уменьшается к югу из-за уменьшения высоты Анд, в результате чего Патагонская пустыня более полно развивается на атлантическом побережье, что способствует формированию климатической модели, известной как засушливая диагональ.[2] Аргентинский винодельческий регион Куйо и Северная Патагония почти полностью зависят от орошения, используя воду, получаемую из многих рек, истощающих ледниковый лед Анд.
- Полуостров Гуахира на севере Колумбии находится в дождевой тени Сьерра-Невада-де-Санта-Марта и, несмотря на свою тропическую широту, является почти засушливым, почти не получает осадков в течение семи-восьми месяцев в году и не может культивироваться без орошения.

### Северная Америка
В самом крупном масштабе все Североамериканские внутренние равнины защищены от преобладающих западных ветров несущих влажную тихоокеанскую погоду, Североамериканскими Кордильерами. Однако более выраженные эффекты наблюдаются в определенных долинах в Кордильерах, прямо с подветренной стороны определенных горных хребтов. Большинство дождевых теней на западе США происходит из-за Сьерра-Невады и Каскадных гор.
- Пустыни провинции долин и хребтов в Соединенных Штатах и Мексике, которая включает в себя засушливые районы к востоку от Каскадных гор Орегона и Вашингтона и Большой Бассейн, который охватывает почти всю Неваду и часть Юты, покрыты дождевой тенью. Каскадные горы также являются причиной появления области дождевой тени бассейна Колумбии в Восточном Вашингтоне и долин в Британской Колумбии (Канада), — особенно в долинах Томпсон и Никола, которые могут получать менее 10 дюймов дождя в отдельных местах, и долину Оканаган (особенно на юге, ближайшем к границе США), где ежегодно выпадает от 12 до 17 дюймов дождя.[4][5]
- Восточные склоны Прибрежных хребтов в центральной и южной Калифорнии также отрезают южную часть долины Сан-Хоакин от достаточного количества осадков, чтобы обеспечить пустынные условия в районах вокруг Бейкерсфилда.
- Сан-Хосе, штат Калифорния, и прилегающие города обычно суше, чем остальная часть залива Сан-Франциско из-за дождевой тени, отбрасываемой самой высокой частью гор Санта-Крус.
- Долина Дандженесс вокруг Секима, штат Вашингтон лежит в дождливой тени Олимпийских гор. В этом районе в среднем выпадает 10-15 дюймов осадков в год, что составляет менее половины количества осадков, получаемых в соседнем Порт-Анджелесе и примерно 10% того, что выпадает в Форксе на западной стороне гор. В меньшей степени эта дождевая тень распространяется на другие части восточной части полуострова Олимпик, острова Уидби, а также части островов Сан-Хуан и юго-восточный остров Ванкувер вокруг Виктории, Британская Колумбия.
- Пустыни Мохаве, Блэк-Рок, Сонора и Чиуауа находятся в районах с дождевой тенью.
- Долина Оуэнс в Соединенных Штатах, за хребтом Сьерра-Невада в Калифорнии.
- Долина Смерти в Соединенных Штатах, расположенная за хребтами Тихоокеанского побережья Калифорнии и хребтом Сьерра-Невада, является самым засушливым местом в Северной Америке и одним из самых засушливых мест на планете. Это также связано с тем, что он расположен значительно ниже уровня моря, что приводит к преобладанию высокого давления и засухи из-за большего веса атмосферы над ним.
- Передний хребет Колорадо ограничен осадками, которые пересекают континентальный водораздел. В то время как во многих местах к западу от водораздела может выпадать до 40 дюймов (1000 мм) осадков в год, в некоторых местах на восточной стороне, особенно в городах Денвер и Пуэбло, штат Колорадо, обычно выпадает только от 12 до 19 дюймов. Таким образом, континентальный водораздел действует как преграда для осадков. Этот эффект применяется только к штормам, идущим с запада на восток. Когда область низкого давления огибает Скалистые горы и приближается с юга, она может генерировать большое количество осадков на восточной стороне и незначительное количество осадков или их отсутствие на западном склоне.
- Долина Шенандоа в Вирджинии, зажатая между Аппалачами и горами Голубого хребта и частично защищенная от влаги с запада и юго-востока, намного суше, чем очень влажная часть Вирджинии и юго-востока Америки.[6]
- Йеллоунайф, столица и самый густонаселенный город на Северо-Западных территориях Канады, расположен в дождливой тени горных хребтов к западу от города.
- На островах Пуэрто-Рико, Гаити, Куба и Ямайка юго-западные стороны находятся в дождевой тени пассатов и могут получать всего лишь 400 миллиметров осадков (16 дюймов) в год против более чем 2000 миллиметров осадков (79 дюймов) на северо-восточных, наветренных сторонах и более 5000 миллиметров осадков (200 дюймов) в некоторых высокогорных районах.

### Европа
- Пеннины Северной Англии, Уэльские горы, Озёрный край и Высокогорья Шотландии создают дождевую тень, которая охватывает большую часть восточной части Соединенного Королевства из-за преобладающих юго-западных ветров. Например, в Манчестере и Глазго выпадает примерно вдвое больше осадков, чем в Шеффилде и Эдинбурге соответственно (хотя между Эдинбургом и Глазго нет гор). Контраст еще сильнее на севере, где Абердин получает около трети осадков Форт-Уильяма или Ская. Болота Восточной Англии получают такое же количество осадков, как и Севилья.[7]
- Кантабрийские горы образуют резкую грань между «Зеленой Испанией» на севере и сухим центральным плато. На северные склоны выпадают сильные дожди из Бискайского залива, но южные склоны находятся в дождевой тени. Наиболее очевидное влияние на Пиренейский полуостров наблюдается в районах Альмерии, Мурсии и Аликанте, где в среднем выпадает 300 мм осадков, которые являются самыми засушливыми местами в Европе (см. Кабо-де-Гата), в основном из-за горного хребта, проходящего через их западные стороны, блокирующая западные ветры.
- Некоторые долины во внутренних Альпах также сильно затенены высокими окружающими горами: районы Гап и Бриансон во Франции, район Цернец в Швейцарии.
- Восточная часть Пиренейских гор на юге Франции (Сердань).
- Равнины Лимань и Форез на севере Центрального массива Франции также являются областями с дождевой тенью. В основном равнина Лимань, находящаяся в тени Шен-де-Пюи (до 2000 мм осадков в год на вершинах и ниже 600 мм в Клермон-Ферране, который является одним из самых сухих мест в стране).
- Винодельческий регион Пьемонт на севере Италии окутан дождевыми тенями из-за гор, окружающих его почти со всех сторон: в Асти выпадает всего 527 мм осадков в год, что делает его одним из самых засушливых мест на материковой части Италии.[8]
- В Куявии и восточной части Великой Польши из-за дождевой тени на склонах Кашубской Швейцарии выпадает в среднем около 450 мм осадков, что делает его одним из самых засушливых мест на Среднеевропейской равнине.[9]
- Долина реки Вардар и к югу от Скопье до Афин находятся в дождливой тени гор Проклетие и Пинд. С наветренной стороны Проклетие выпадает самое большое количество осадков в Европе — около 5000 миллиметров (200 дюймов) с небольшими ледниками даже при среднегодовых температурах значительно выше 0 °C (32 °F), но с подветренной стороны выпадает всего лишь 400 миллиметров (16 дюймов).
- Скандинавские горы создают дождевую тень для равнинных областей к востоку от горной цепи и препятствуют проникновению океанического климата дальше на восток; таким образом, Берген и такое место, как Брекке в Согне, к западу от гор, получают ежегодные осадки в размере 2250 мм и 3575 мм соответственно,[10] в то время как Осло получает только 760 мм, а Скьяк — муниципалитет, расположенный в глубокой долине, получает только 280 мм.
- Западная и центральная Чехия (Богемия) находится в тени Судет

### Африка

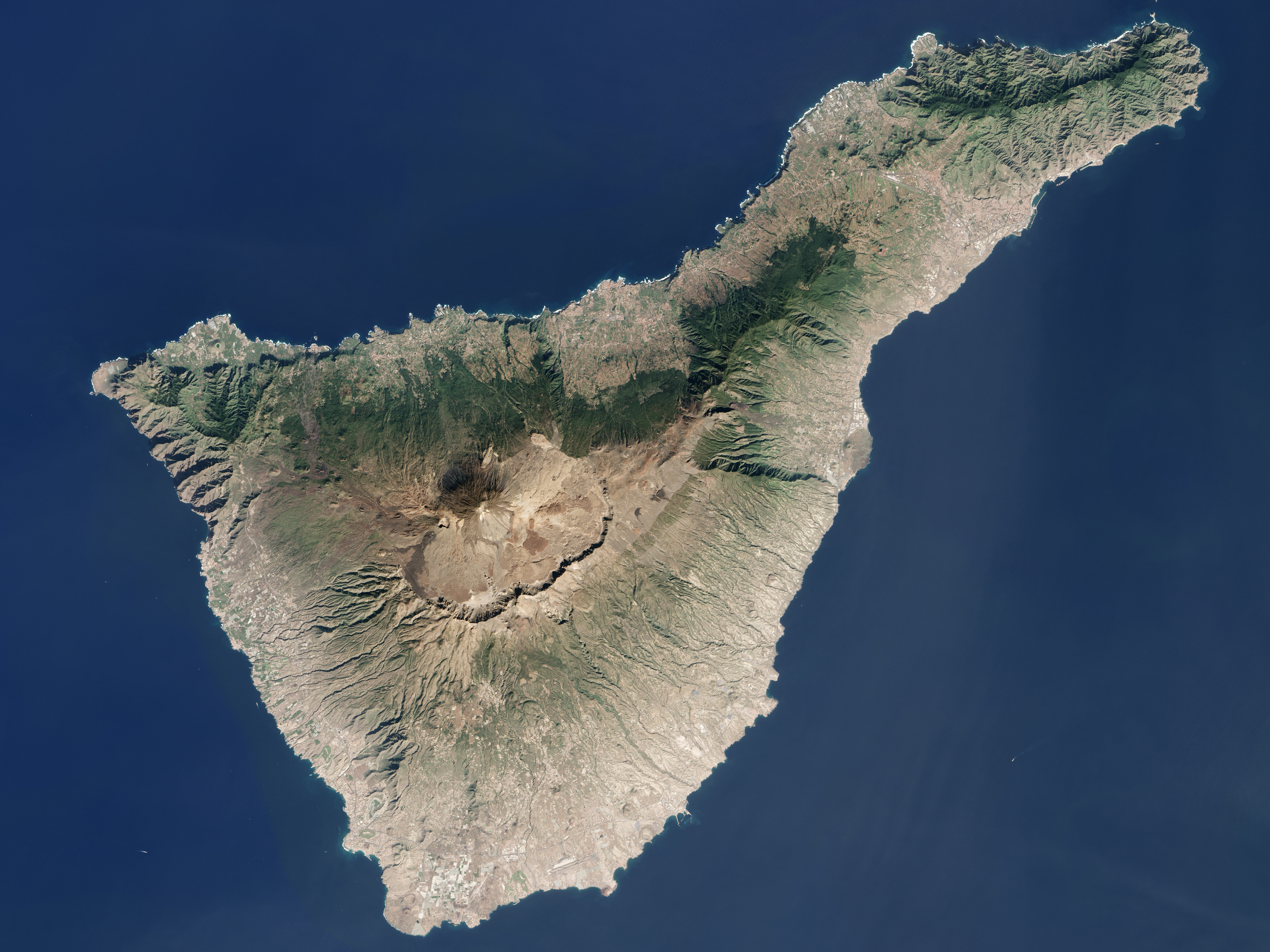
На Тенерифе, Мадейре и других Макаронезийских островах есть лес лаурисильва, в котором отсутствует эффект дождевой тени.

- Наветренная сторона острова Мадагаскар, где дуют восточные береговые ветры, является влажной тропической, в то время как западная и южная стороны острова лежат в дождевой тени центрального нагорья и являются домом для терновых лесов и пустынь. То же самое и с островом Реюньон. На Тристан-да-Кунья в Санди-Пойнт на восточном побережье теплее и суше, чем в дождливом и продуваемом ветрами поселении Эдинбург на западе.
- В Западно-Капской провинции долины рек Брид и Кару лежат в дождевой тени у Капских гор и являются засушливыми; в то время как в самые влажные части Капских гор выпадает 1500 миллиметров (59 дюймов), Вустер получает только около 200 миллиметров (8 дюймов) и пригоден только для выпаса скота.
- Пустыня Сахара стала еще суше из-за двух сильных эффектов дождевой тени, вызванных некоторыми крупными горными хребтами (самые высокие точки которых могут достигать более 4000 метров в высоту). На северо-западе находятся горы Атлас, покрывающие побережье Средиземного моря в Марокко, Алжире и Тунисе, а также на юго-востоке с Эфиопским нагорьем, расположенным в Эфиопии вокруг Африканского Рога. На наветренной стороне Атласских гор теплые влажные ветры, дующие с северо-запада от Атлантического океана, которые содержат много водяного пара, вынуждены подниматься и расширяться над горным хребтом. Это вызывает их охлаждение, что ведёт к тому, что избыток влаги конденсируется в высокие облака и приводит к обильным осадкам над горным хребтом. Это известно как орографические осадки, и после этого процесса воздух становится сухим, потому что он потерял большую часть своей влаги над Атласскими горами. С подветренной стороны холодный, сухой воздух начинает опускаться и сжиматься, заставляя воздух нагреваться. Это потепление приводит к испарению влаги, в результате чего облака исчезают. Это предотвращает образование осадков и создает пустынные условия в Сахаре. То же самое явление наблюдается и на Эфиопском нагорье, но здесь эффект дождевой тени еще более выражен, потому что этот горный хребет больше, а тропические муссоны Южной Азии приходят из Индийского океана и из Аравийского моря. Они создают облака и осадки на наветренной стороне гор, но подветренная сторона остается дождевой тенью и чрезвычайно сухой. Этот второй экстремальный эффект дождевой тени частично объясняет чрезвычайную засушливость пустыни Сахара, которая является самым сухим и солнечным местом на планете. Аналогичные уровни засушливости и сухости наблюдаются только в пустыне Атакама, расположенной в Чили и Перу.
- Пустынные районы Африканского Рога (Эфиопия, Эритрея, Сомали и Джибути), такие как пустыня Данакиль, также подвержены влиянию нагрева и осушение воздуха, вызванного эффектом дождевой тени Эфиопского нагорья.

### Океания
- Новая Каледония расположена на Тропике Козерога, между 19° и 23° южной широты. Климат островов тропический, а осадки приносят пассаты с востока. Западная сторона Гранд-Терре лежит в дождевой тени центральных гор, и средние значения осадков значительно ниже.
- На Южном острове Новой Зеландии находится одна из самых замечательных дождевых теней на Земле. Южные Альпы перехватывают влагу, поступающую из Тасманова моря, осаждая от 6300 мм (250 дюймов) до 8900 мм (350 дюймов) жидкого водного эквивалента в год и создавая большие ледники. К востоку от Южных Альп, всего в 50 км (30 миль) от снежных вершин, ежегодное количество осадков падает до менее чем 760 мм (30 дюймов), а в некоторых районах — до менее чем 380 мм (15 дюймов).
- В Тасмании, одном из штатов Австралии, центральный регион Мидлендс находится в сильной дождевой тени и получает лишь примерно пятую часть количества осадков, чем нагорье на западе.
- В Новом Южном Уэльсе и Виктории (оба штата Австралии), Монаро защищен как Снежными горами на северо-западе, так и прибрежными хребтами на юго-востоке.
- Также в Виктории западная сторона залива Порт-Филлип находится в дождевой тени хребтов Отуэй. Область между Джелонгом и Уэрриби является самой засушливой частью южной Виктории: на гребне хребтов Отуэй выпадает 2000 миллиметров (79 дюймов) дождя в год, а тропические леса из мирта и бука находятся намного дальше на запад, чем где-либо еще, в то время как область вокруг Литтл-Ривер получает всего лишь 425 миллиметров (16,7 дюйма) в год, что так же мало, как в Нхилле или Лонгриче и поддерживает только пастбища.
- Районы Пшеничного пояса Западной Австралии и Большого Юга на западе защищены хребтом Дарлинг: Манджера, недалеко от побережья, ежегодно получает около 700 миллиметров (28 дюймов). Дуэллингап, расположенный в 40 км от суши и в центре хребтов, получает более 1000 миллиметров (39 дюймов) в год, а Наррогин, расположенный в 130 км восточнее, получает менее 500 миллиметров (20 дюймов) в год.
- На Гавайях также есть дождевые тени, а некоторые районы — пустыни.[11] Орографический подъем обеспечивает второй по величине годовой рекорд количества осадков в мире — 12,7 метра (500 дюймов) на острове Кауаи; подветренная сторона по понятным причинам находится в дождевой тени.[1] Весь остров Кахоолаве лежит в дождевой тени Восточного вулкана Мауи.

## Внешние ссылки
- USA Today on rain shadows
- Weather pages on rain shadows